# Johnny Yong Bosch
Johnny Yong Bosch (nascido John Jay Bosch ; 6 de janeiro de 1976) é um ator americano. Seu primeiro papel importante foi a interpretação de Adam Park, o segundo Power Ranger Preto nas telas e, mais tarde, o Zeo Ranger Verde e o primeiro Turbo Ranger Verde na franquia Power Rangers, o que o levou a papéis em alguns filmes de artes marciais e na televisão. Como dublador, alguns de seus papéis mais notáveis são Vash the Stampede em Trigun, Ichigo Kurosaki em Bleach, Yu Narukami em Persona 4, Nero em Devil May Cry e Lelouch Vi Britannia em Code Geass.

## História

### Primeiros anos
Bosch nasceu John Jay Bosch em 6 de janeiro de 1976 em Kansas City, Missouri e foi criado em Garland, Texas. Bosch nasceu de mãe coreana e pai americano de ascendência irlandesa e alemã. Ele é o segundo de quatro filhos em sua família. Seu pai era soldado do exército e conheceu sua mãe quando estava na Coreia do Sul. Ele se interessou por artes marciais desde cedo, inspirado por filmes de artes marciais e por Bruce Lee. Ele aprendeu artes marciais sozinho no início, imitando movimentos de Lee e também de Jackie Chan. Bosch disse que foi muito ridicularizado quando era jovem e praticou bullying, mas mudou para melhor depois de estudar Kung Fu. Além dos treinos em artes marciais, onde venceu diversas competições, também praticava futebol.

### Carrreira

#### Power Rangerse outros projetos
Bosch fez o teste para Power Rangers em Dallas após ser informado por seu instrutor de artes marciais. Em 1994, ele conseguiu o papel de Adam Park, o novo Power Ranger Preto, substituindo Walter Emanuel Jones na segunda temporada de Mighty Morphin Power Rangers . Bosch disse que quando conseguiu o papel, mudou seu nome do meio para Yong, que fazia parte do nome de sua mãe, a pedido de Saban, que achou que seu nome creditado precisava ser mais asiático. Para o longa-metragem Power Rangers: O Filme, ele fez todas as suas acrobacias depois que seu dublê quebrou a perna. Ele também observou que, entre todos os diferentes personagens animais aos quais os Rangers foram associados, o dele foi associado a um sapo. Em Power Rangers: Zeo, o personagem de Bosch se tornou um Ranger Verde. Sua última participação regular na franquia foi em Power Rangers Turbo, onde seu personagem passa seus poderes de Turbo Ranger Verde para um novo membro. Ele interpretou Adam no segundo longa-metragem Turbo: A Power Rangers Movie. Ao relembrar sua atuação no programa, Bosch disse que "Power Rangers foi muito divertido, mas era um programa infantil e muito cafona por isso, o que tornou muito difícil conseguir trabalho depois. Além disso, eu não sabia nada sobre atuação naquela época." Seus melhores amigos no set incluíam Jason David Frank (que interpretou Tommy Oliver), Jason Narvy (que interpretou Skull) e Nakia Burrise (que interpretou Tanya Sloan). A pedido do diretor de Power Rangers, Koichi Sakamoto, ele teve uma participação especial no episódio "Once a Ranger" de Power Rangers Operation Overdrive em 2007 para o 15º aniversário da franquia, onde ele mencionou que conseguiu ir para a Nova Zelândia. Ele e Narvy também estrelaram o filme Wicked Game, também conhecido como Extreme Heist, que foi dirigido por Sakamoto e apresenta vários outros ex-alunos dos Power Rangers.
Em julho de 2019, uma campanha de financiamento coletivo para o filme Legend Of The White Dragon, incluindo Jason David Frank, Bosch, Jason Faunt, Ciara Hanna, Yoshi Sudarso, Chrysti Ane e Jenna Frank, foi lançada no Kickstarter. Em 2020, ele dirigiu seu primeiro filme, Ark Exitus, estrelado por Jason Narvy.
Em 2023, Bosch reprisou o papel de Adam Park em um especial de 30º aniversário, Mighty Morphin Power Rangers: Once & Always, que foi lançado na Netflix em abril daquele ano.

#### Atuação de voz
Bosch fez sua estreia como dublador como Shōtarō Kaneda no clássico filme de anime cult Akira. Em 2001, ele dublou o personagem principal Vash the Stampede no anime Trigun, e mais tarde reprisou o mesmo papel de Vash no filme Trigun: Badlands Rumble de 2010, bem como no reboot do anime em andamento em 2023 chamado Trigun Stampede. Ele trabalhou mais uma vez com Koichi Sakamoto no filme Broken Path. Também em 2001, Bosch também foi escalado para o papel principal de Ichigo Kurosaki no anime shonen de sucesso Bleach. Entre outros trabalhos, Bosch também dublou Lelouch em Code Geass em 2008, e Izaya Orihara em Durarara em 2011. Johnny dublou Yun Arikawa na série de anime de kaiju da Netflix de 2021, Godzilla Singular Point.
Nos videogames, Bosch dublou Firion, o protagonista de Final Fantasy II, nos jogos crossover Dissidia: Final Fantasy e Dissidia 012 Final Fantasy. Em 2011, ele dublou Yang em Super Street Fighter IV Arcade Edition, Tohru Adachi e o protagonista Yu Narukami nos jogos Persona 4 e sua adaptação para anime. Em 2014, Bosch também dublou o personagem principal Hajime Hinata de Danganronpa 2: Goodbye Despair. Em 2015, ele dublou Kung Jin em Mortal Kombat X. Entre os videogames, Bosch gostou de dublar Nero em Devil May Cry 4, pois ele viajou para o Japão para fazer a captura de movimento. Ele reprisou seu papel de dublador de Nero no jogo seguinte, Devil May Cry 5. No mesmo ano, Bosch conseguiu o papel de Artemis na redublagem de Sailor Moon e Sailor Moon Crystal, da Viz Media. Bosch também deu voz ao personagem principal Nate Adams de Yo-kai Watch, que foi ao ar no Disney XD nos Estados Unidos.
Em 2019, Bosch substituiu Vic Mignogna como a voz de Broly e Sabo para a dublagem da Funimation das franquias Dragon Ball e One Piece, respectivamente, devido às alegações de assédio sexual contra Mignogna.

#### Música

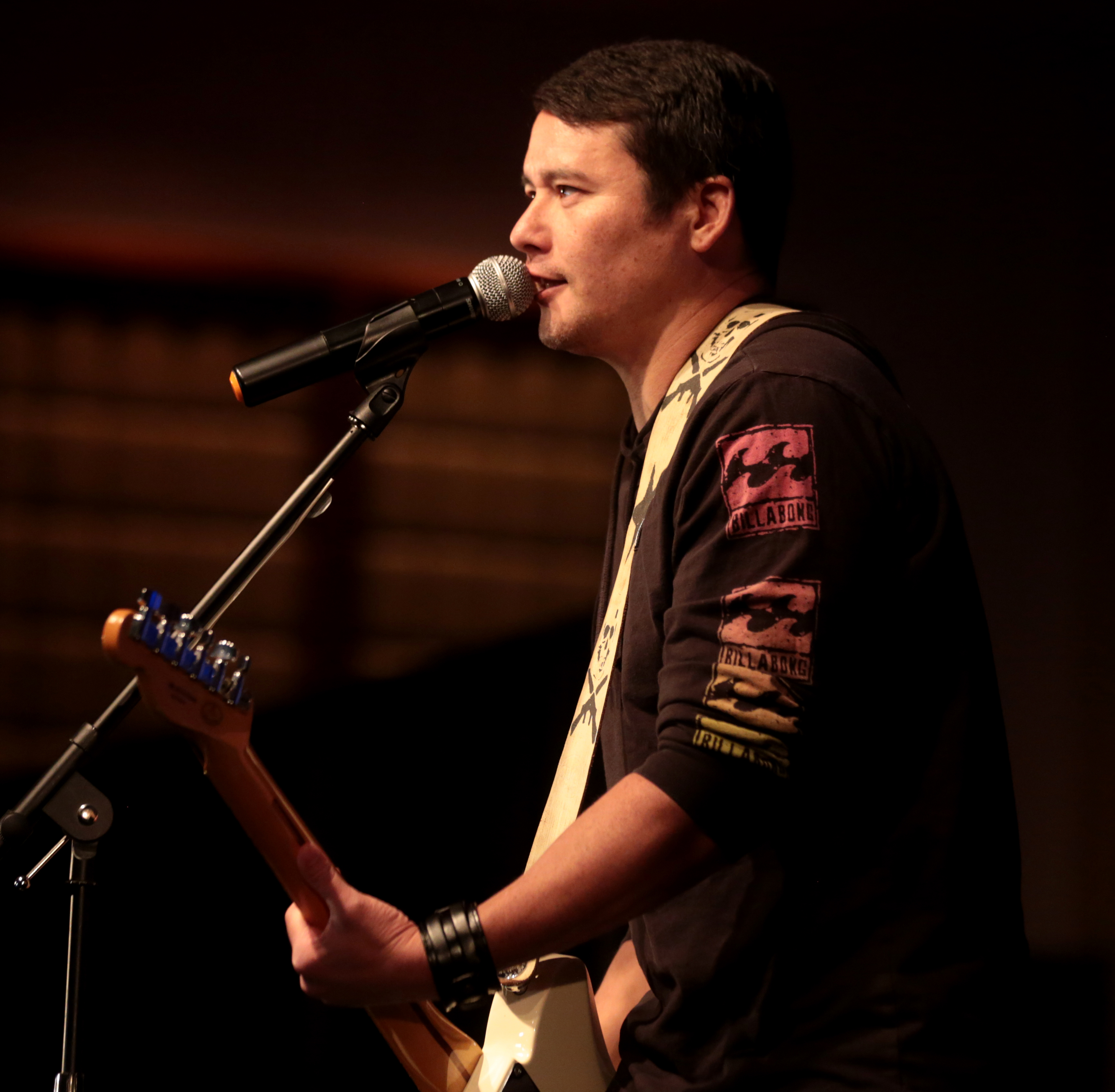
Bosch se apresentando com a Eyeshine na Saboten Con 2017

Bosch se envolveu com música aprendendo a tocar violão. Em sua banda Eyeshine, ele fornece vocais, composições e guitarra. Ele descreve o tipo de música que toca dizendo "Estamos em algum lugar no limite do som grunge, rock alternativo, punk e pop." Suas inspirações musicais incluem The Beatles, Foo Fighters, Nirvana, Oasis, Led Zeppelin e também trilhas sonoras de filmes.
A banda lançou um álbum instrumental chamado Sonosis. Bosch descreveu o álbum como "algo que você poderia simplesmente ouvir e que poderia fazê-lo sentir algo" e que "os títulos eram um reflexo das emoções que sentíamos enquanto escrevíamos as canções".
Em 2013, Bosch e a banda vieram ao Brasil e se apresentaram na Anime Friends. A banda fez sua última apresentação na Yama-Con em dezembro de 2017.
Em 2018, Johnny formou uma nova banda com o ex-guitarrista do Eyeshine, Masataka "Polo" Yazaki, chamada Where Giants Fall. Eles lançaram seu primeiro álbum de estúdio autointitulado em 25 de novembro de 2021.

#### Vida pessoal
Bosch se casou com Amy Bosch em 21 de março de 2003. Ele tem uma filha chamada Novi e um filho chamado Jetson.